# Poker en 2014
Cet article résume les événements liés au monde du poker en 2014.

## Tournois majeurs

### World Series of Poker 2014
Martin Jacobson remporte le Main Event.

### World Series of Poker Asia Pacific 2014
Scott Davies remporte le Main Event.

### World Poker Tour Saison 12
| Étape                       | Vainqueur        |
| --------------------------- | ---------------- |
| Borgata Winter Poker Open   | Anthony Merulla  |
| Lucky Hearts Poker Open     | James Calderaro  |
| Fallsview Poker Classic     | Matthew Lapossie |
| L.A. Poker Classic          | Chris Moorman    |
| Bay 101 Shooting Star       | James Carroll    |
| Venice Carnival             | Andrea Dato      |
| Thunder Valley              | J. C. Tran       |
| Jacksonville bestbet Open   | Nabil Hirezi     |
| Seminole Hard Rock Showdown | Éric Afriat      |
| WPT World Championship      | Keven Stammen    |

### World Poker Tour Saison 13
| Étape                            | Vainqueur        |
| -------------------------------- | ---------------- |
| WPT500 Aria Resort & Casino      | Sean Yu          |
| Legends of Poker                 | Harut Arutyunyan |
| Merit Cyprus Classic             | Alexander Lakhov |
| Borgata Poker Open               | Darren Elias     |
| Caribbean                        | Darren Elias     |
| bestbet Bounty                   | Ryan Van Sanford |
| Emperors Palace Poker Classic    | Dylan Wilkerson  |
| Nottingham                       | Matas Cimbolas   |
| Montréal                         | Jonathan Jaffe   |
| Five Diamond World Poker Classic | Mohsin Charania  |

### European Poker Tour Saison 10
| Étape       | Vainqueur                   |
| ----------- | --------------------------- |
| PCA         | Dominik Panka               |
| Deauville   | Sotirios Koutoupas          |
| Vienne      | Oleksii Khoroshenin         |
| San Remo    | Victoria Coren Mitchell (2) |
| Monte-Carlo | Antonio Buonanno            |

### European Poker Tour Saison 11
| Étape     | Vainqueur       |
| --------- | --------------- |
| Barcelone | Andre Lettau    |
| Londres   | Sebastian Pauli |
| Prague    | Stephen Graner  |

### Asia Pacific Poker Tour Saison 8
| Étape                                      | Vainqueur               |
| ------------------------------------------ | ----------------------- |
| Macau Poker Cup Red Dragon                 | Buyanjargal Bold        |
| Aussie Millions                            | Amichai Barer           |
| Asia Championship of Poker Platinum Series | Yongjun Ma              |
| Perth                                      | Patrick Mahoney         |
| Macau Millions                             | Chen Hao                |
| Sydney                                     | Joshua Redhouse         |
| Séoul                                      | Chane Kampanatsanyakorn |
| Macao                                      | Jiajun Liu              |
| Manille                                    | Thanh Duong             |
| Macau Poker Cup                            | Xie Zhenru              |
| Asia Championship of Poker                 | Gabriel Le Jossec       |
| Auckland                                   | Minh Hau Nguyen         |

### Latin American Poker Tour Saison 7
| Étape        | Vainqueur           |
| ------------ | ------------------- |
| Viña del Mar | Mario Javier López  |
| São Paulo    | Carlos Hey de Lima  |
| Panama       | Fabián Ortiz        |
| Lima         | Oscar Alache Orrego |

### France Poker Series Saison 3
| Étape           | Vainqueur         |
| --------------- | ----------------- |
| Deauville Final | Niels van Leeuwen |

### France Poker Series Saison 4
| Étape          | Vainqueur       |
| -------------- | --------------- |
| Monaco         | Yury Nesterenko |
| Sunfest Cannes | Yury Nesterenko |
| Étudiants      | Patrick Miangu  |

### UK and Ireland Poker Tour Saison 4
| Étape            | Vainqueur            |
| ---------------- | -------------------- |
| Édimbourg        | Dean Hutchison       |
| Dublin           | Kevin Killeen        |
| Londres Series 4 | Thomas Postlethwaite |
| Nottingham       | Duncan McLellan      |
| Londres Series 5 | Martins Adeniya      |
| Marbella         | Rodrigo Espinosa     |
| Londres Series 6 | Paul Findlay         |
| Douglas          | Joshua Hart          |
| Londres          | Brett Angell         |

### Estrellas Poker Tour Saison 5
| Étape     | Vainqueur        |
| --------- | ---------------- |
| Madrid    | Víctor Alvárez   |
| Valence   | Fabio Sperling   |
| Marbella  | Rodrigo Espinosa |
| Barcelone | Matias Ruzzi     |

### Italian Poker Tour Saison 6
| Étape           | Vainqueur            |
| --------------- | -------------------- |
| Nova Gorica     | Marko Mikovic        |
| Saint-Vincent   | Walter Treccarichi   |
| San Remo        | Alessandro de Fenza  |
| Saint-Vincent 2 | Massimo Pellegrino   |
| San Remo 2      | Riccardo Lacchinelli |
| Nova Gorica     | Igor Saia            |
| San Remo 3      | Alessio Isaia        |

### Eureka Poker Tour Saison 4
| Étape                | Vainqueur        |
| -------------------- | ---------------- |
| Vienne               | Zoltan Gal       |
| Rozvadov             | Martin Meciar    |
| PokerStars Kings Cup | Philipp Hartmann |
| Prague               | Balazs Botond    |

### Australia New Zealand Poker Tour Saison 6
| Étape         | Vainqueur       |
| ------------- | --------------- |
| Perth         | Patrick Mahoney |
| Sydney        | Joshua Redhouse |
| Melbourne     | Edison Nguyen   |
| APPT Auckland | Minh Hau Nguyen |

### Aussie Millions Poker Championship 2014
Amichai Barer remporte le Main Event, Yevgeniy Timoshenko le High Roller et Phil Ivey, pour la deuxième fois, le Super High Roller.

## Poker Hall of Fame
Jack McClelland et Daniel Negreanu sont intronisés.

## Divers
Le 16 septembre, l'Aviation Club de France, qui a accueilli plusieurs étapes du World Poker Tour, fait l'objet d'une fermeture administrative.